# La Louve (supermarché)
Pour les articles homonymes, voir Louve.
La Louve est un supermarché coopératif et participatif, qui a ouvert à l'automne 2016 à Paris. Il s'agit du premier magasin de ce genre en Europe.

## Histoire

### Contexte
La Louve s'inspire d'un modèle américain : Park Slope Food Coop. Situé à New York dans le quartier de Brooklyn, ce magasin coopératif fonctionne depuis les années 1970, avec environ 16 000 membres qui en sont à la fois les clients et les travailleurs bénévoles.

### Fondation
Le projet de la Louve est initié par deux Américains vivant à Paris. En 2011, l'association Les Amis de la Louve est créée pour préparer l'ouverture du supermarché La Louve.
La Ville de Paris et la mairie du 18e arrondissement soutiennent rapidement le projet, qui fait écho à leur souhait de dynamiser des quartiers des portes de Paris. Ils présentent le projet au bailleur social Paris Habitat, qui acceptera de conclure un bail de 9 ans dans un immeuble en construction et facilitent le soutien du programme d’investissements d’avenir du Commissariat général à l'investissement.
Après avoir été repoussée plusieurs fois, l'ouverture partielle du supermarché est effective en novembre 2016. Fin 2019, la Louve compte plus de 8 000 membres coopérateurs.

## Principes de fonctionnement
La Louve a pour but de permettre l'accès à des produits alimentaires de bonne qualité, souvent bio et respectueux de l'environnement, à des prix inférieurs à ceux pratiqués dans les autres commerces. Pour permettre cela, chaque client du futur supermarché est un membre coopérateur : pour pouvoir faire ses courses à la Louve, il devra également y travailler bénévolement 3 heures par mois. À leur entrée dans la coopérative, les membres doivent également participer à son capital, à hauteur de 100 € (ou 10 € pour les bénéficiaires des minima sociaux).

## Les lieux
Le supermarché est situé dans le 18e arrondissement de Paris, aux abords des stations de métro Simplon et Marcadet-Poissoniers. Ses locaux s'étendent sur 1 450 m2 répartis sur deux niveaux, dont 500 m2 destinés à la vente, avec à terme 5 000 à 7 000 références de produits alimentaires ou non. Auparavant, la Louve disposait d'un petit local rue de la Goutte-d'Or.

## Projets similaires
En plus du modèle historique Park Slope Food Coop à New York, d'autres initiatives similaires existe en France et en Belgique : La Chouette Coop à Toulouse, SuperQuinquin à Lille, Supercoop à Bordeaux, Breizhicoop à Rennes, Scopéli à Nantes,, La Coop des Dômes à Clermont-Ferrand, Bees Coop à Bruxelles,, l'éléfàn à Grenoble, le Super Cafoutch à Marseille,, Les Grains De Sel à Paris 13, La Coop sur Mer à Toulon, La Cagette à Montpellier, Ti Coop à Brest.